# 山田壽壽
山田壽壽（日语：／ Yamada Suzu */?，2001年12月22日—）是日本女藝人，為女子偶像團體NMB48 Team BII前成員，曾為Team BII副隊長，大阪府出身，所屬經紀公司為BIG ISLAND RECORDS。2016年以NMB48五期生身份出道。暱稱為「Suzu」（すず）。2020年12月22日自NMB48畢業。其姊山田菜菜亦曾為NMB48成員。

## 略歴
- 2016年，於「NMB48第五期生徵選會」中合格，成為NMB48的第5期研究生。6月28日，作為NMB48第5期研究生之一，首次於NMB48劇場披露。[2]
- 2017年10月12日，在「NMB48 ARENA TOUR 2017@大阪城表演廳」第二日公演中，宣布升格到Team M[3]。
- 2019年3月1日，所屬隊伍由Team M轉移至Team BII，並擔任Team BII副隊長。[4]
- 2020年9月29日，在NMB48劇場自身的冠名LIVE『〜ずっとずっと〜』，發表將從NMB48畢業。[5][6]。12月22日，在NMB48劇場舉行畢業公演，正式從NMB48畢業。[7]。
- 2021年6月11日，在自身Twitter上宣布加盟事務所BIG ISLAND RECORDS。[8][9]

## 外部連結
- 經紀公司個人介紹頁 （页面存档备份，存于） - BIG ISLAND RECORDS（日語）
- NMB48個人介紹頁（日語）
- NMB48官方部落格「山田壽壽」 （页面存档备份，存于）
- 山田壽壽的X（前Twitter）（日語）
- 山田壽壽的Instagram帳戶（日語）
- 山田壽壽的TikTok（日語）
- YouTube上的山田壽壽頻道（日語）
- 山田壽壽的SHOWROOM專頁（日語）